# René Navarro
René Navarro Arbelo (nacido el 15 de diciembre de1945), es un profesor y comentarista deportivo cubano. 

## Biografía
Fundador de los Consejos Voluntarios Deportivos del INDER.
Profesor de Educación Física (dos cursos) en la Secundaria Básica Joe Westbrook, del municipio Nueva Paz Entrenador de baloncesto en los primeros Juegos Escolares Nacionales (1963) Anotador de béisbol, árbitro, cronometrista y estadístico en los campeonatos provinciales y nacionales de baloncesto.
Graduado de los cursos de profesores para las EIDE (1966) en la ESEF Manuel Fajardo y del curso para narradores- comentaristas deportivos en 1967. Trabajó igualmente en la escuela para la formación de Camilitos, en playa Baracoa. Profesor auxiliar de la Cátedra de baloncesto de la ESEF.
Desde 1967 comentarista deportivo del ICRT hasta 2005. Posteriormente contratado por Cubavisión Internacional, COCO y revista Excelencias del Motor.
En su expediente obran ocho ediciones de los Juegos Olímpicos, 11 Panamericanos y 9 Juegos Centroamericanos , así como infinidad de campeonatos del  mundo, copas mundiales, Grand Prix y otros eventos internacionales de Voleibol, Atletismo y Baloncesto. 26 ediciones de la Vuelta Ciclística a Cuba y de centenares de competencias de carácter nacional; conductor de los programas de TV “A Jugar”, Maratón Recreativo y otros como la Prensa Deportiva Comenta. Comentarista y locutor en el NTV, NND y otros espacios de los Servicios Informativos del ICRT.
Merecedor del premio internacional de la prensa deportiva (AIPS) por la obra de la vida y del mismo reconocimiento nacional por la UPEC y el INDER.
En su trayectoria laboral figuran las medallas Raúl Gómez García, Mártires de Barbados, sello del laureado, artista de mérito y premio Pequeña Pantalla, así como otros reconocimientos entregados en diferentes provincias y municipios del país.
Colaborador del proyecto Marabana - Maracuba y de otras actividades nacionales y provinciales del INDER por espacio de 53 años.
Actualmente labora contratado en Cubavisión Deportes, COCO y revista especializada Excelencias del Motor.

 

## Trabajo en la TV
Se inició antes de los Juegos Olímpicos de México (1968) y durante la realización de estos en un espacio diario dedicado a divulgar esa magna reunión del deporte mundial. Más que todo era puro texto, acompañado de fotos, diapositivas y algún material fílmico. 

Luego de esas presentaciones comenzó el andar por el noticiero del mediodía y más tarde a las 8 p.m. Unos meses después ya compartía diferentes emisiones de los espacios informativos y deportivos que tomaban forma en nuestra TV. Así fue en lo adelante y hasta diciembre de 2005 el trabajo en la TV, incluido programas en los decenios de los 80 y 90 como el NND y La Prensa Deportiva Comenta. Surgieron igualmente programas de participación del carácter de “A Jugar “y Maratón Recreativo. 